# Rebellion der Magier
Rebellion der Magier (Originaltitel: Abigail/Эбигейл) ist ein russischer Fantasy-Abenteuerfilm aus dem Jahr 2019 von Alexander Boguslawski, der gemeinsam mit Dmitri Schigalow für das Drehbuch verantwortlich war.

## Handlung
Abigail Foster ist ein junges Mädchen. Sie lebt in einer Stadt, in der sich vor vielen Jahren eine Epidemie ereignete. Aufgrund einer mysteriösen Krankheit wurde die Stadt schlussendlich von der Regierung von der Außenwelt abgeschottet. Ihr Vater Jonathan Foster wurde verschleppt, als sie erst sechs Jahre alt war. Auf der Suche nach ihrem Vater findet Abby heraus, dass die Epidemie nie wirklich aufgetreten ist. Es handelte sich um eine große Täuschung. Tatsächlich lebt sie in einer Welt der Magie. Ihre Stadt wurde von Benutzern dunkler Magie eingenommen, die alle anderen Zauberer auslöschten und Magie verboten. Danach versuchten sie, alle Spuren ihrer Existenz auszulöschen.
Die Epidemie war ein Deckmantel, der verwendet wurde, um die Stadt der Magie zu „säubern“. Seit vielen Jahren schnappt sich die Sonderabteilung weiterhin jeden, der magische Kräfte zu haben scheint, und verschleppt ihn für immer unter dem Vorwand, die Person hätte sich „infiziert“. Die meisten Einwohner ahnen nicht, dass die Herrscher der Stadt nicht ihre Beschützer, sondern ihre Gefängniswärter sind.
Eines Tages entdeckt Abby, dass sich in ihr magische Kräfte regen. Das macht ihr Angst, aber so sehr sie auch versucht, es zu unterdrücken, die Magie wächst in ihr und Agenten der Sonderabteilung beginnen, sie zu jagen. Sie muss aus ihrer Heimat fliehen und eine Reise voller Abenteuer und Gefahren antreten. Diese Reise verändert ihre Wahrnehmung von Magie und der Welt, in der sie lebt, völlig.

## Hintergrund
Die Aufnahmen der Stadt und spezieller Orte entstanden in der Altstadt und an historischen Orten in Tallinn in Estland. Die Aufnahmen der verlassenen Städteabschnitte wurden im russischen Sankt Petersburg realisiert. Weitere Szenen wurden in Moskau und Gattschina gedreht. Das Filmbudget lag bei geschätzten 6 Mio. US-Dollar. Die weltweiten Einspielsummen liegen dabei knapp unter 2 Mio. US-Dollar.
Der Film feierte seine Premiere in Russland am 22. August 2019. In Deutschland erschien der Film am 31. Januar 2020 im Videoverleih bei Splendid Medien.

## Rezeption
„Ein russischer Fantasy-Film in Steampunk-Optik, der eine wenig originelle Geschichte und hölzerne Dialoge immerhin durch solide Schauwerte aufwertet.“

„Eindimensionales Gut-gegen-Böse-Gekloppe.“

Cinema urteilt final „lieblos und weit unter Harry-Potter-Niveau“.
Die Neue Bildpost urteilt, dass sich „mancher Handlungssprung nicht erschließt“ und 
„Charaktere tiefer gezeichnet hätten werden können“, lobte aber einige der Dialoge, die im Gedächtnis bleiben würden: „Durch sie wird das Werk [...] zu einem Aufruf zu Charakterstärke und Widerstand gegen enthemmte Machthaber. Und zum Sinnbild dafür, was ein bedingungsloser Zusammenhalt einer unmenschlichen Übermacht entgegenzusetzen in der Lage ist.“
Auf Rotten Tomatoes hat der Film bei weniger als 50 Zuschauerbewertungen lediglich eine Wertung von schwachen 32 %. In der Internet Movie Database kann der Film bei über 4.200 Stimmenabgaben eine Wertung von 4,9 von insgesamt 10 Sternen vorweisen.